# Commanderie de Lelang

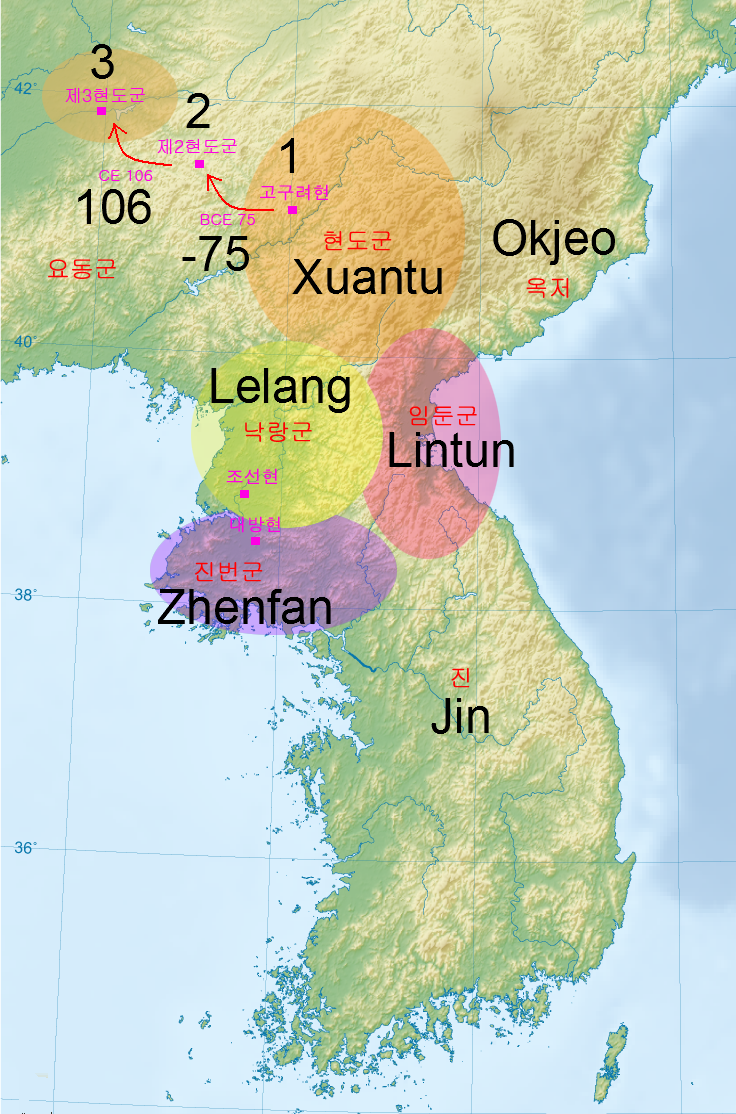
La commanderie de Lelang entourée des autres commanderies Han, à leur création.

La commanderie de Lelang (樂浪郡, Rakrang en nord-coréen, Nangnang en sud-coréen) était la plus importante des quatre commanderies chinoises établies par l'empereur Wu de la dynastie Han en -108 dans le nord de la péninsule coréenne après la conquête du Gojoseon par Wiman. Son siège se trouvait à Pyongyang dans l'actuel arrondissement de Rakrang et elle dépendait de la province de You. D'après le Livre des Han, la commanderie de Lelang comptait 25 préfectures, 62 812 foyers et 406 758 habitants en l'an 2. 

## Chronologie
Peu après la mort de Wu, les commanderies voisines de Zhenfan et Litun sont abolies et celle de Xuantu est déplacée. Certaines préfectures de ces anciennes commanderies sont alors incorporées à Lelang. Une arrivée continue d'immigrants en provenance des anciens états de Yan et de Qi implante la culture chinoise.
La dynastie Han est renversée par Wang Mang. Wang Tiao  (王調) fait sécession et maintient cette courte indépendance entre 25 et 30. Les exportations d'objets de prestige sont suspendus pour un temps, ils étaient nécessaires dans l'archipel nippon, à l'époque Yayoi, à la structure pyramidale de la société qui s'était formée ; ce qui concourt à son effondrement. En 30 de notre ère, Wang Zun stoppe la rébellion de Wang Tiao et est nommé gouverneur. Peu après, les sept préfectures orientales sont abandonnées et l'administration passe entre les mains des indigènes Hui dont les chefs deviennent titulaires de marquisats.
À la fin du IIe siècle, la région passe sous la tutelle de la famille Gongsun (notamment Gongsun Du, Gongsun Kang et Gongsun Yuan qui était gouverneur du Liaodong et assujettie au royaume de Wei. Ceux-ci étendent leur influence plus loin dans le sud de la péninsule et y créent la commanderie de Taifang en 204 mais sont chassés du pouvoir en 238 par l'empereur Ming de Wei. Ces deux commanderies suivent dès lors la destinée des dynasties chinoises des Wei et des Jin. À cause des guerres civiles, ils ne peuvent cependant plus contrôler la péninsule coréenne. Les commanderies sont d'abord coupées du reste de la Chine par l'arrivée de peuples nomades dans le nord puis Lelang est définitivement conquise par le royaume coréen de Koguryo en 313. Taifang est conquise en 316 par Baekje, un autre royaume coréen.

## Société
Cette commanderie marque l'entrée directe de la péninsule coréenne dans le monde chinois. Bien que parfois assimilée à une colonie, elle faisait partie intégrante de l'Empire chinois et était organisée de la même façon. Le nombre d'habitants d'origine chinoise augmente alors fortement. Le commerce jouait un rôle important, en particulier avec les Dongyi, les peuples barbares de l'est, de Mandchourie (les Puyo et les Umno), de Corée (Koguryo, les Yemaek, les Okcho et les Trois Han) et même du Japon (les Wa). Lelang importait des produits agricoles, du poisson, du sel, du fer et du bois et faisait venir de la Chine centrale de la soie, de la jade, des miroirs en bronze et des tampons en or. L'échange de biens prestigieux était à la base des relations entre la Chine et les peuples frontaliers. Ceux-ci pouvaient se livrer profitablement au commerce en échange de leur loyauté et de leur coopération. Les chefs tribaux devaient se rendre à Lelang pour payer tribu et recevoir en échange les titres, chapeaux et tampons qui faisaient d'eux officiellement les vassaux de l'empereur et les aidaient à asseoir leur autorité. Lelang était alors une ville prospère comme le montrent les tombes et les découvertes archéologiques.

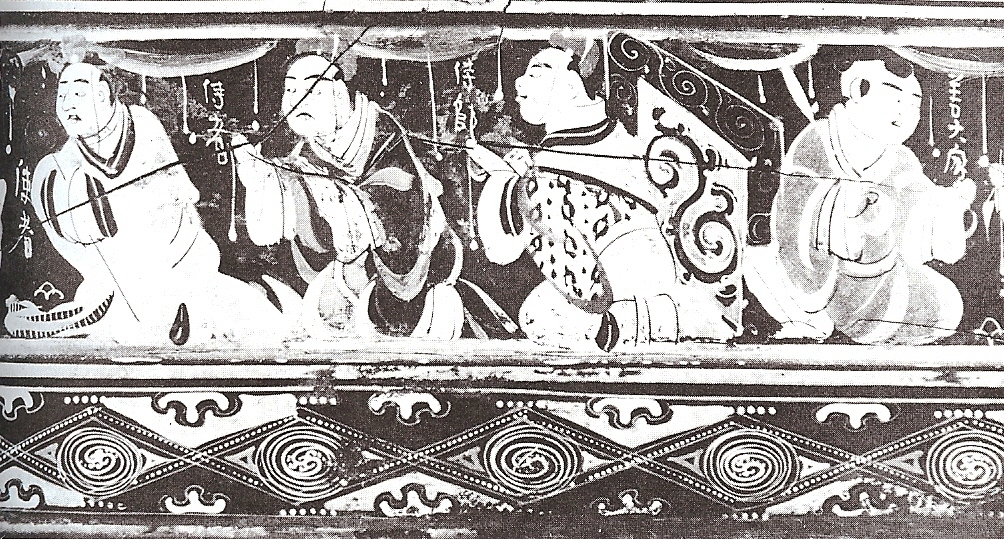
Décoration d'une boite trouvée dans une tombe de Lelang, I ou